# Entoria victoria
Entoria victoria – gatunek straszyka z rodziny Phasmatidae i podrodziny Clitumninae.

## Taksonomia
Gatunek ten opisany został w 2000 roku przez Paula Brocka i Francisa Seow-Choena.

## Opis
Samica osiąga długość do 105, a samiec od 80 mm. Rozmnaża się płciowo.

## Rozprzestrzenienie
Gatunek ten jest endemitem Chin, gdzie znany jest tylko z Hongkongu.

## Hodowla
Phsamida Study Group nadało mu numer 243. Wśród roślin pokarmowych spożywanych w niewoli wymienia: jeżynę fałdowaną i głóg jednoszyjkowy.